# Альона Ланська
Альо́на Ланська́, при народженні Оле́на Лєпо́хіна (нар. 7 вересня 1985 року, Могильов, СРСР) — білоруська співачка, заслужена артистка Республіки Білорусь. Представниця Білорусі на пісенному конкурсі Євробачення 2013. Лауреатка музичних конкурсів «Саранда-2008» (Болгарія); «Кубок Європи-2009» (Росія); переможниця Міжнародного конкурсу молодих виконавців популярної музики «Atlantic Breeze-2010»; лауреатка конкурсу молодих музикантів «Маладия Таленті Беларусі» (Перший національний канал Білоруського радіо); лауреатка I ступеня конкурсу молодих виконавців молодіжної пісні V Міжнародного фестивалю «Молодь — за Союзну державу» (Росія). У липні 2011 року на конкурсі молодих виконавців естрадної пісні «Вітебськ-2011», що проходить в рамках міжнародного фестивалю мистецтв «Слов'янський базар», завоювала «Гран-прі».

## Євробачення

### Участь у відбірковому турі на «Євробачення 2012»
У відбірковому турі на конкурс пісні «Євробачення 2012», який проходив у травні 2012 року в Баку, Альона Ланська спочатку пройшла у фінал, який відбувся 14 лютого 2012 року в Мінську і пройшов у Палаці спорту. Крім неї до п'ятірки фіналістів «Єврофест» вийшли: Гюнеш, гурт «Litesound», Вікторія Алешко і Юзарі. Ланська виступила з піснею «All My Life».
У результаті фінального відбіркового туру Ланська посіла перше місце, набравши максимальну кількість балів — 12. Але об'єктивність результатів відбіркового туру викликала сумніви у деяких учасників конкурсу та журі. 24 лютого 2012, на нараді у президента було повідомлено, що результати «Єврофест» підтасовані, і замість неї вирушить поп-рок гурт «Litesound», що зайняв на відборі друге місце.
Президент Білорусі Олександр Лукашенко висловив свою думку з цього приводу:
Результати підтасували, не знаю навіщо. Підставили цю дівчину, талановиту співачку. Не знаю, як ви з нею будете розбиратися зараз. І образили цих хлопців, які фактично опинилися по вашим критеріям переможцями.

### Участь на «Євробачення 2013»
В кінці 2012 року співачка взяла участь у відбірковому турі до конкурса пісні «Євробачення 2013», який має відбутися 14-18 травня 2013 у шведському місті Мальме. Всього надійшло 80 заявок для участі у відбірковому турі. Пісню «Rhythm Of Love» для конкурсу Альона Ланська записувала у Швеції в студії, яка належить екс-вокалісту гурту «ABBA» Бенні Андерссену.
7 грудня 2012, за підсумками національного відбіркового туру міжнародного пісенного конкурсу (який відбувся в Білтелерадіокомпанії), стало відомо, що Ланська з піснею «Rhythm of Love» представить Білорусь на Євробаченні 2013 у Швеції.